# Ziesjoem!
Ziesjoem! is een muziekgroep uit Maastricht in de Nederlandse provincie Limburg, die liedjes zingt in het Maastrichts en die actief is vanaf 1986.

## Historie
Jos van Herpen begon als zanger op de boten van Rederij Stiphout in Maastricht. Hij vroeg enkele bekenden om mee te doen en zo ontstond in 1986 de formatie Ziesjoem!, dat zeeschuim betekent. De zeemansliederen werden in de loop van de tijd vervangen door eigen nummers in het Maastrichts; de bijpassende kostuums zijn echter gebleven. De titel van hun eerste album Vol mèt goud gelaoje is ook een verwijzing naar hun piratenthema. De groep werd populair in het Maastrichtse carnaval toen men in 1996 met het lied Drei daog laank verlore het Mestreechs Vastelaovendsleedsje won. Opvallend is dat in de meeste liedjes geen enkele verwijzing naar carnaval zit.
In 1998 stond Ziesjoem! in de finale van het Limburgs Vastelaovesleedjes Konkoer met het lied Tien vinger in de loch.
Drie van de vijf leden besloten te stoppen na carnaval 2009. Jos en Marly gingen verder en vonden in Roger Stijns een nieuwe zanger.
In de zomer van 2011 trad Ziesjoem! samen met André Rieu op tijdens de concerten op het Vrijthof in Maastricht.